# Bela Mesta
Bela Mesta (bulgariska: Бела Места) är ett vattendrag i Bulgarien.   Det ligger i regionen Blagoevgrad, i den sydvästra delen av landet, 80 kilometer söder om huvudstaden Sofia.
I omgivningarna runt Bela Mesta växer i huvudsak barrskog. Runt Bela Mesta är det ganska glesbefolkat, med 36 invånare per kvadratkilometer.